# Daihatsu Cast
Daihatsu Cast (яп. ダイハツ・キャスト, хепбёрн Daihatsu Kyasuto) — кей-кар, выпускавшийся с сентября 2015 года японским автопроизводителем Daihatsu. Комплектации: Style, Activa и Sport. Привод — передний или полный. 
С 31 августа 2016 года Daihatsu Cast также выпускался компанией Toyota под названием Toyota Pixis Joy (яп. トヨタ・ピクシスジョイ, хепбёрн Toyota Pikushisu Joi). 

## Описание
Cast Style/Pixis Joy F предназначался для клиентов, которые хотят иметь престижный небольшой легковой автомобиль. Cast Activa/Pixis Joy C позиционировался, как кроссовер для бездорожья с клиренсом 175 мм, в то время как Cast Sport/Pixis Joy S имеет такие функции, как ориентированная на управляемость настройка подвески. Все модели снабжались бесступенчатой трансмиссией, в то время как Cast Sport снабжался 7-ступенчатой трансмиссией.
Варианты Activa и Sport (включая Pixis Joy C и S) были сняты с производства в марте 2020 года, в то время как другие варианты выпускались до июля 2023 года. Непосредственным преемником стал LA900 Taft.

## Галерея

### Cast

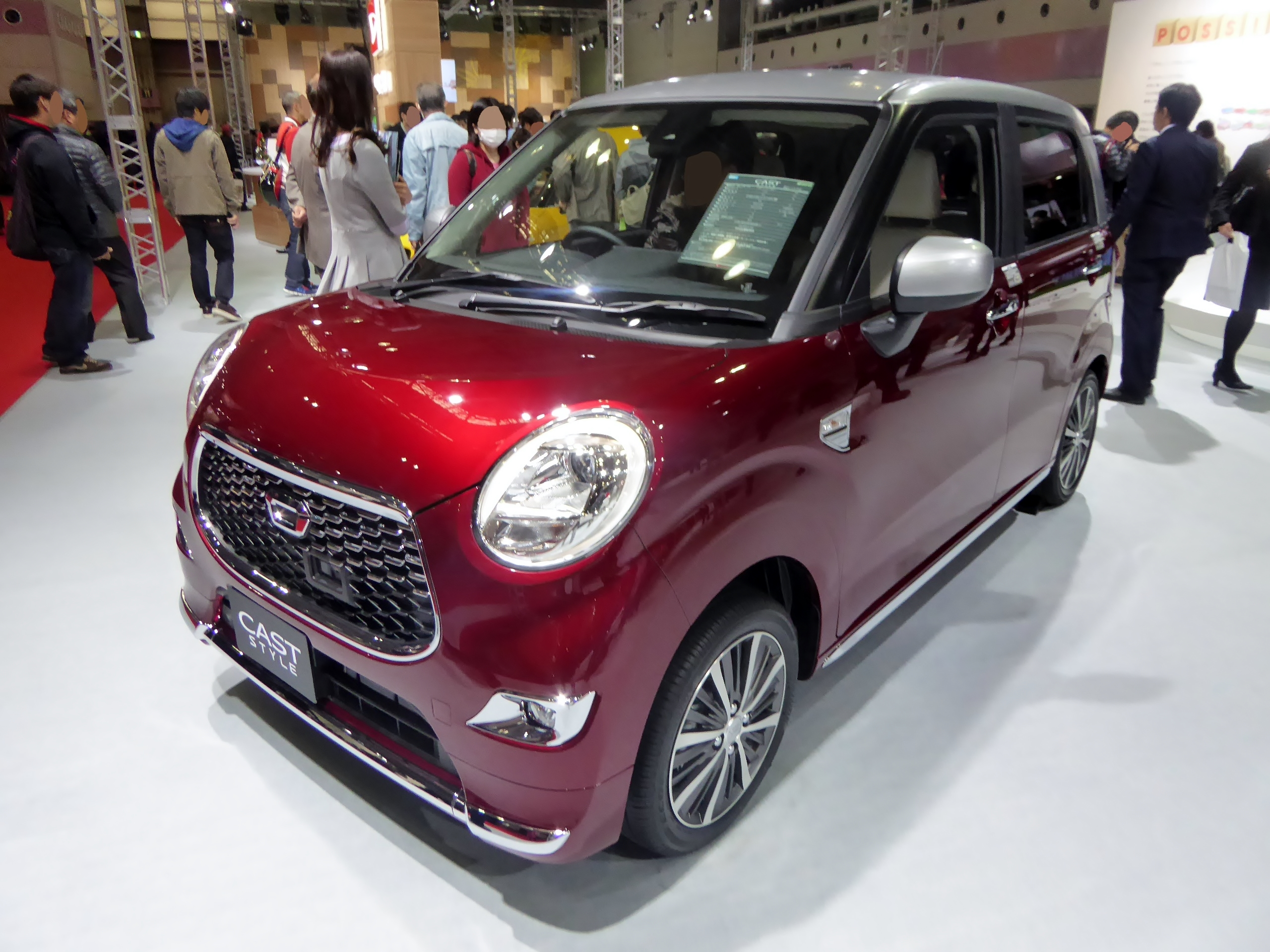
2015 Cast Style G Turbo SA II (LA250S)
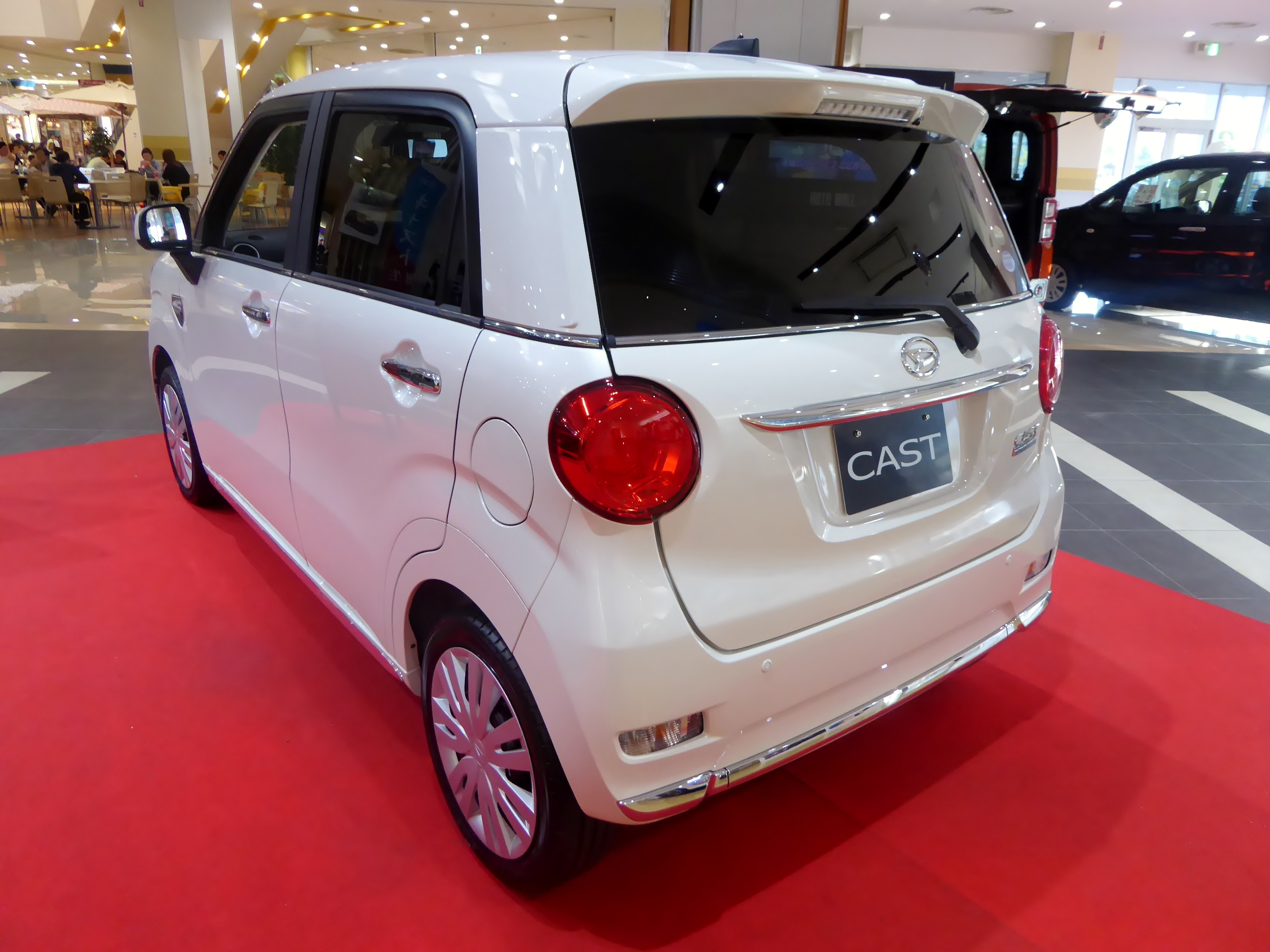
2015 Cast Style X SA II (LA250S)
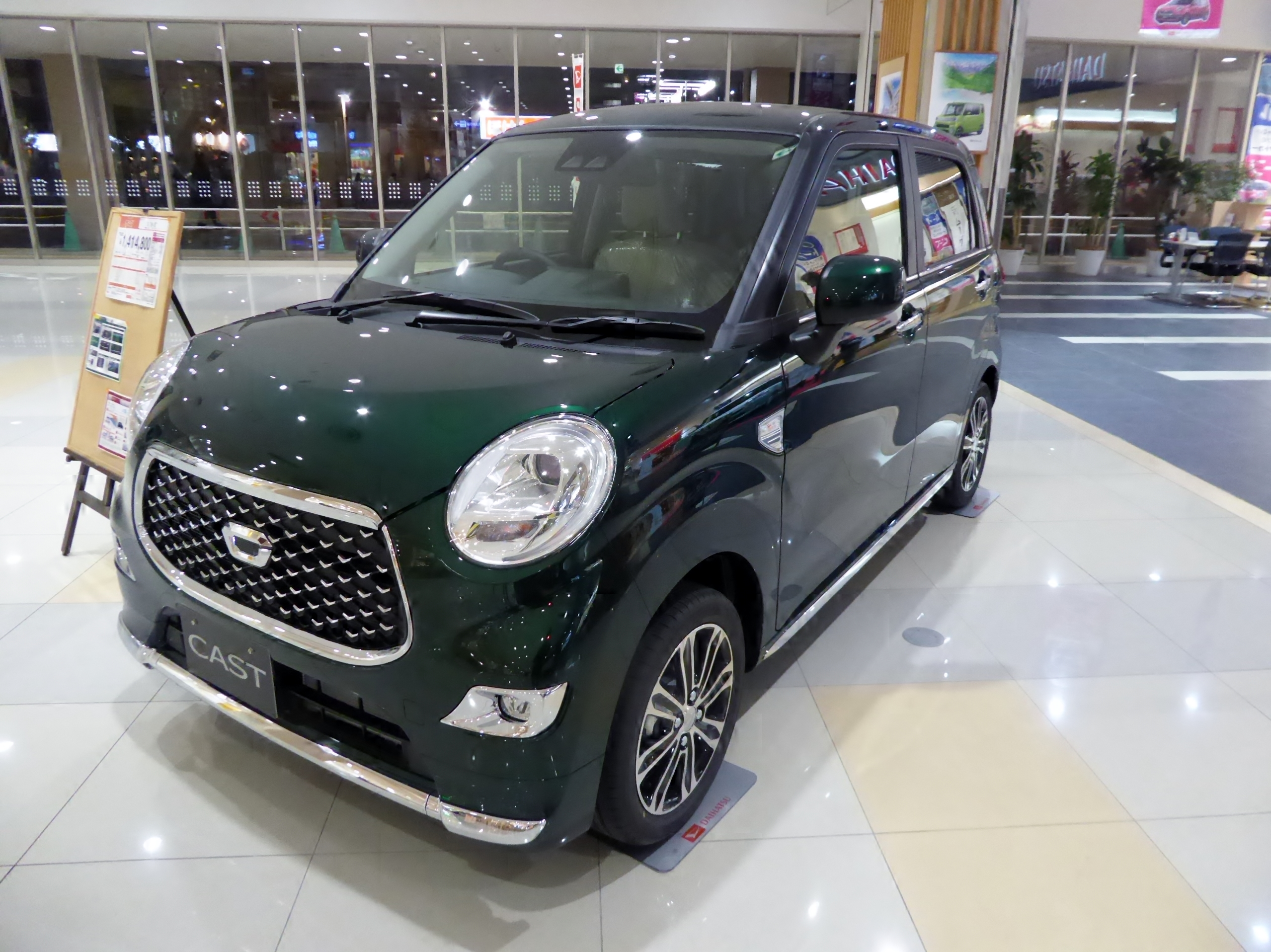
2017 Cast Style G SA III (LA250S)
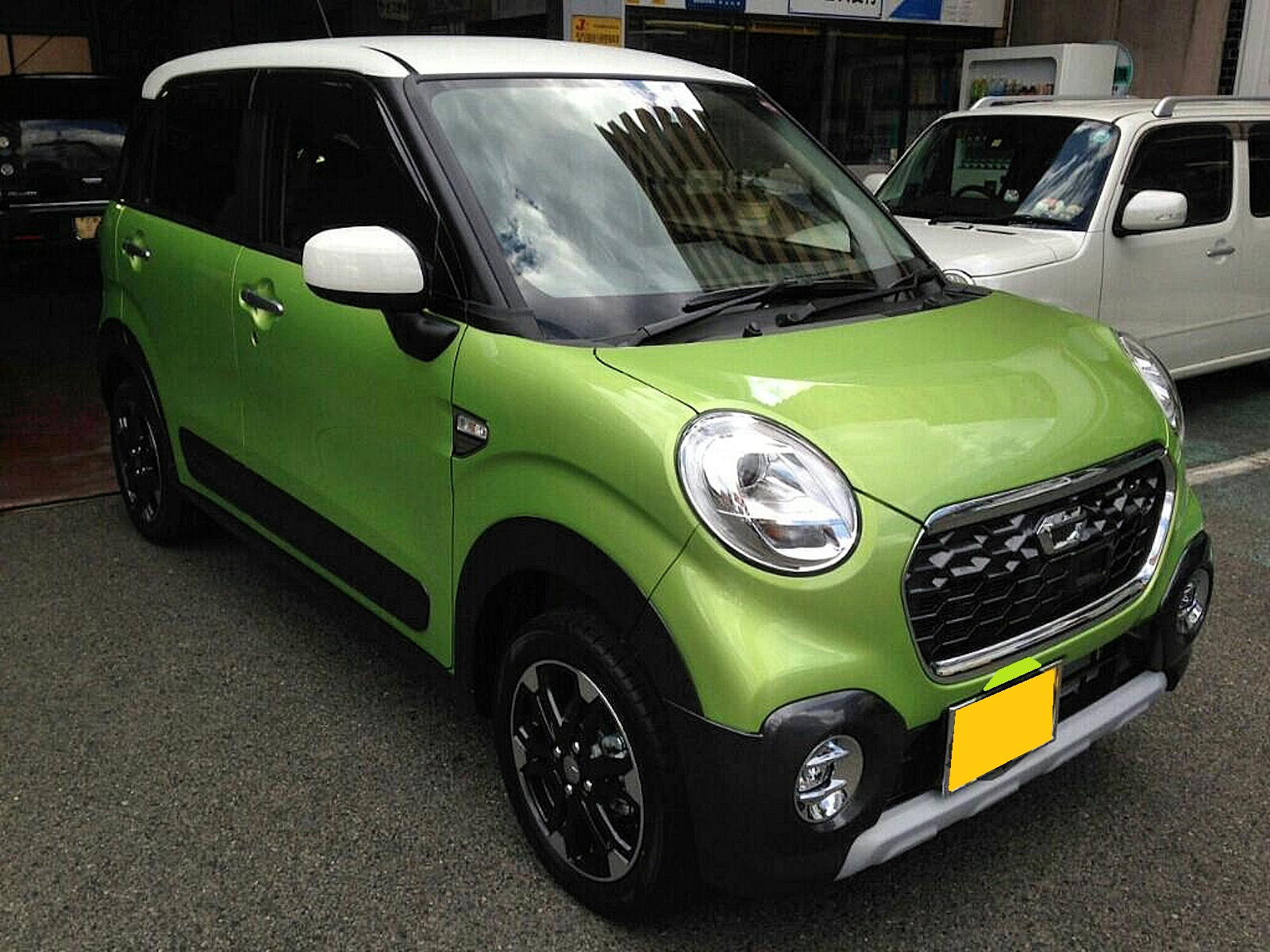
2015 Cast Activa G SA II (LA250S)
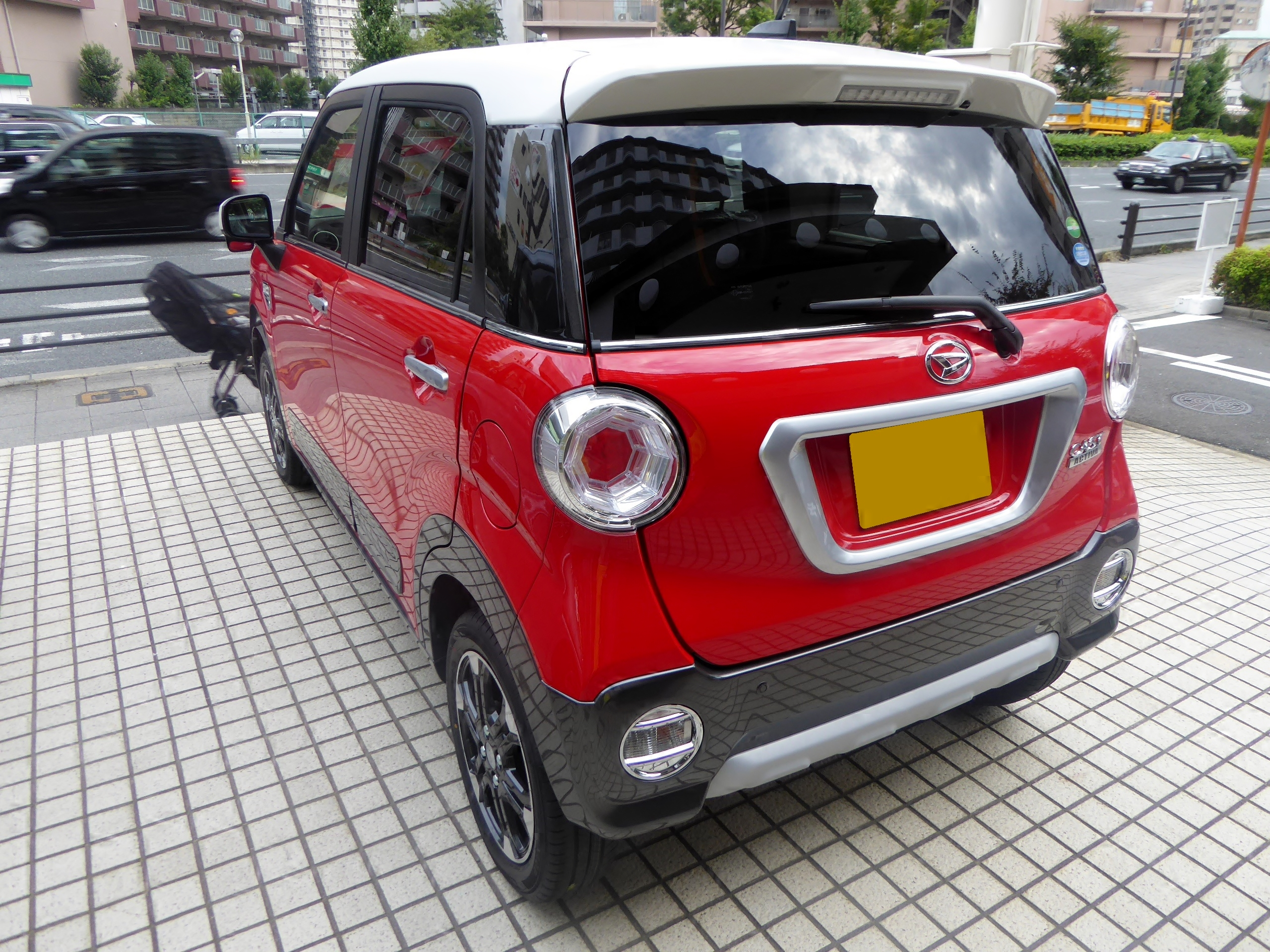
2015 Cast Activa G SA II (LA250S)
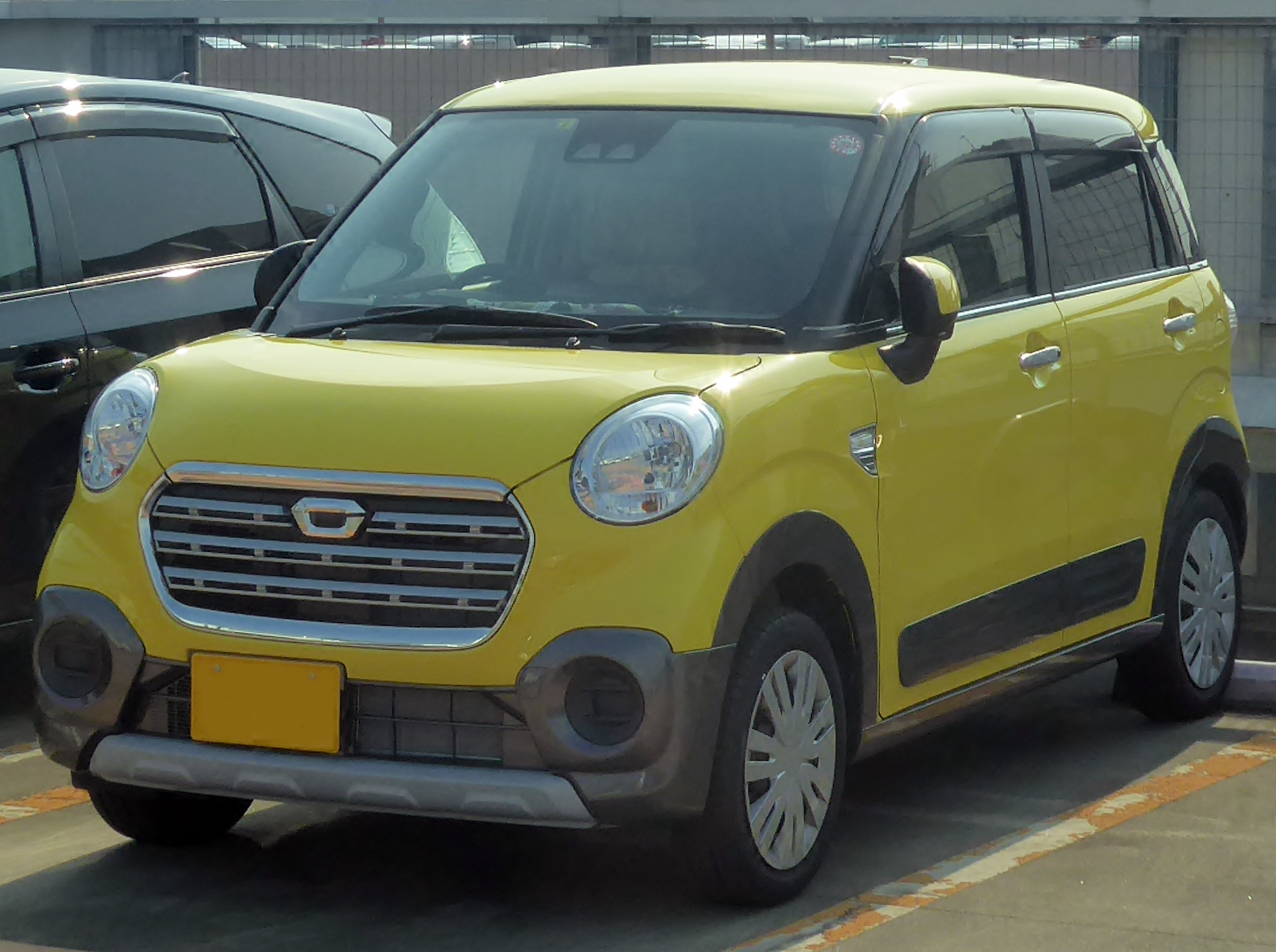
2017 Cast Activa X SA III (LA250S)
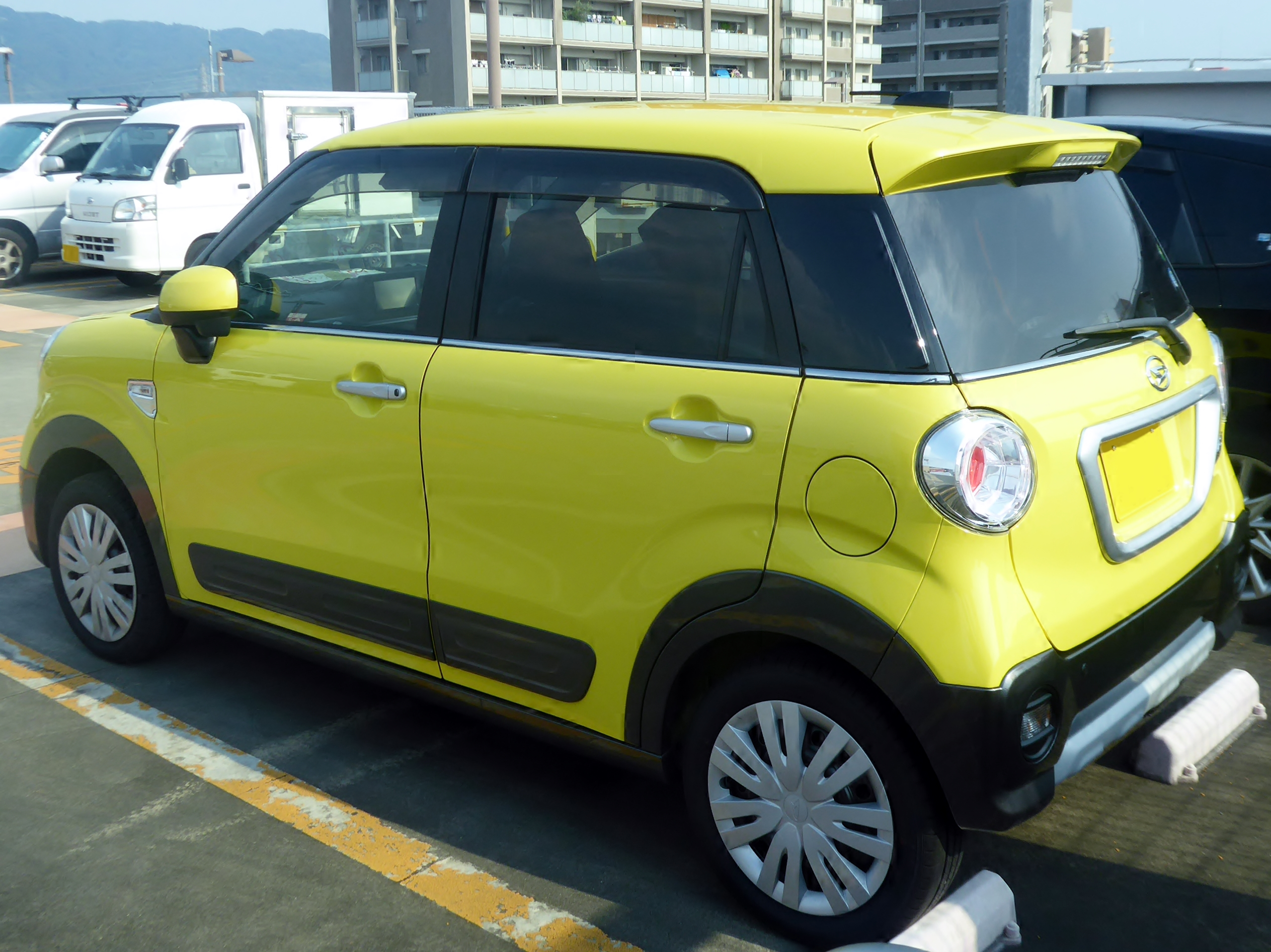
2017 Cast Activa X SA III (LA250S)
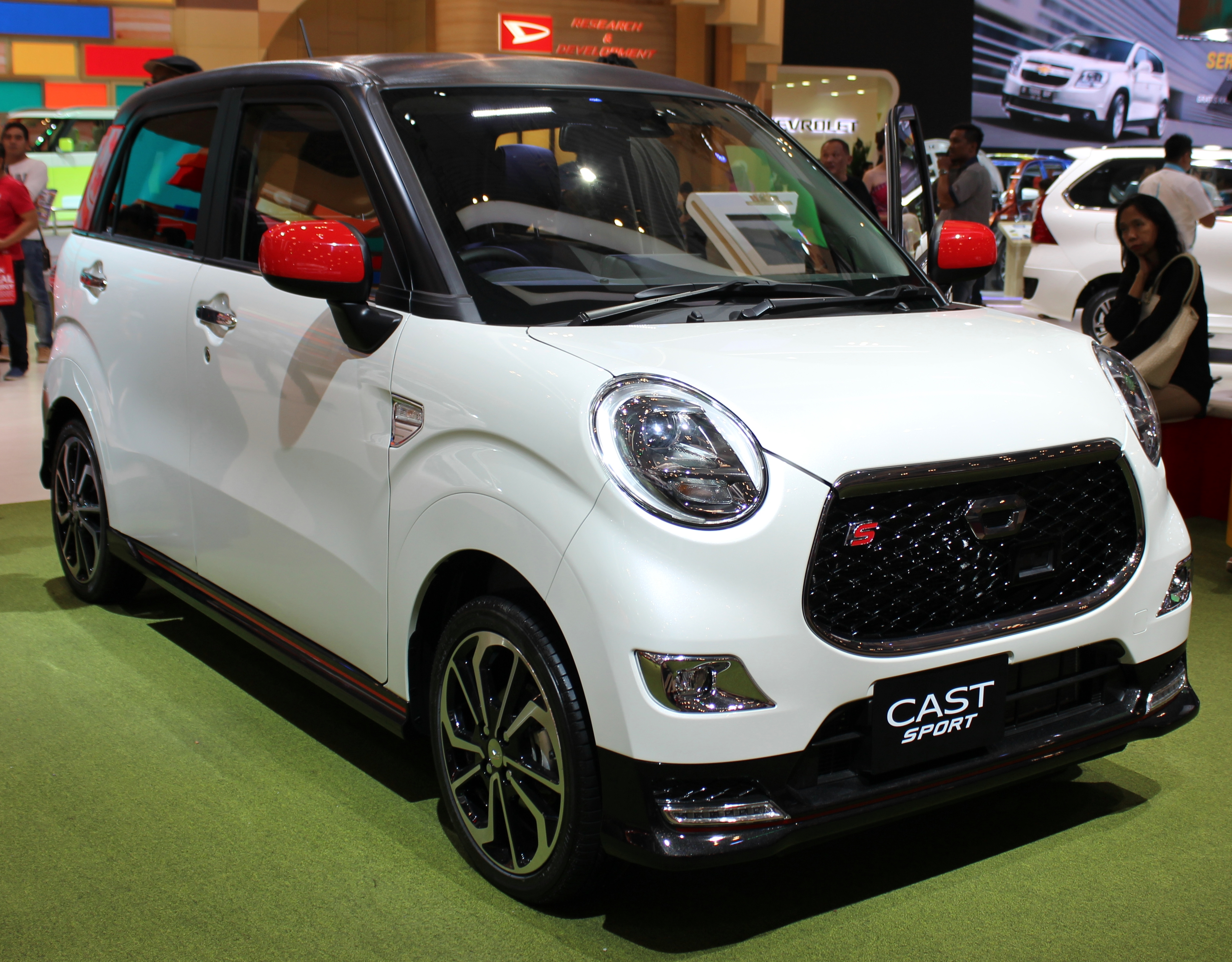
2016 Cast Sport SA II (LA250S)
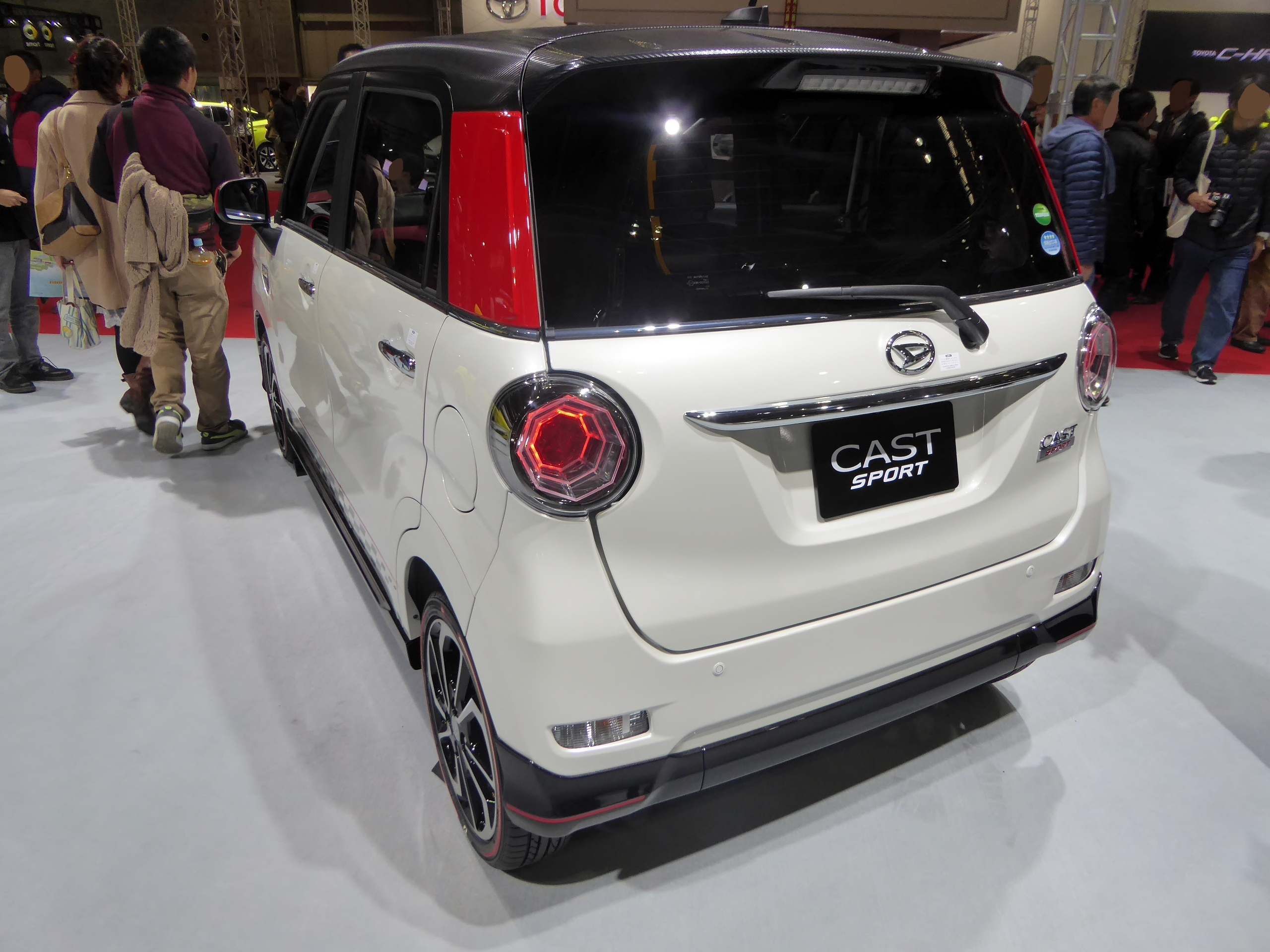
2015 Cast Sport SA II (LA250S)
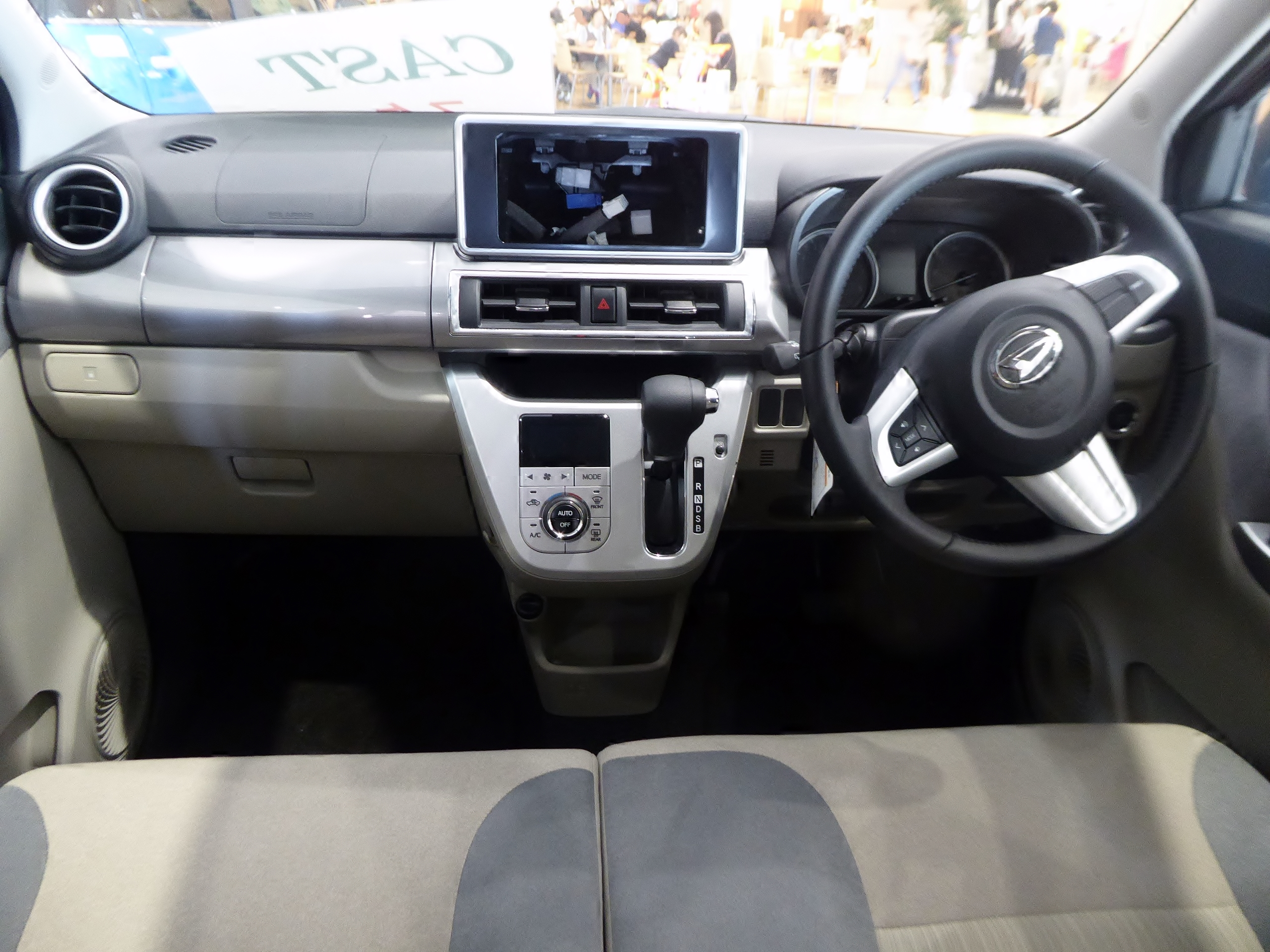
Интерьер Cast Style
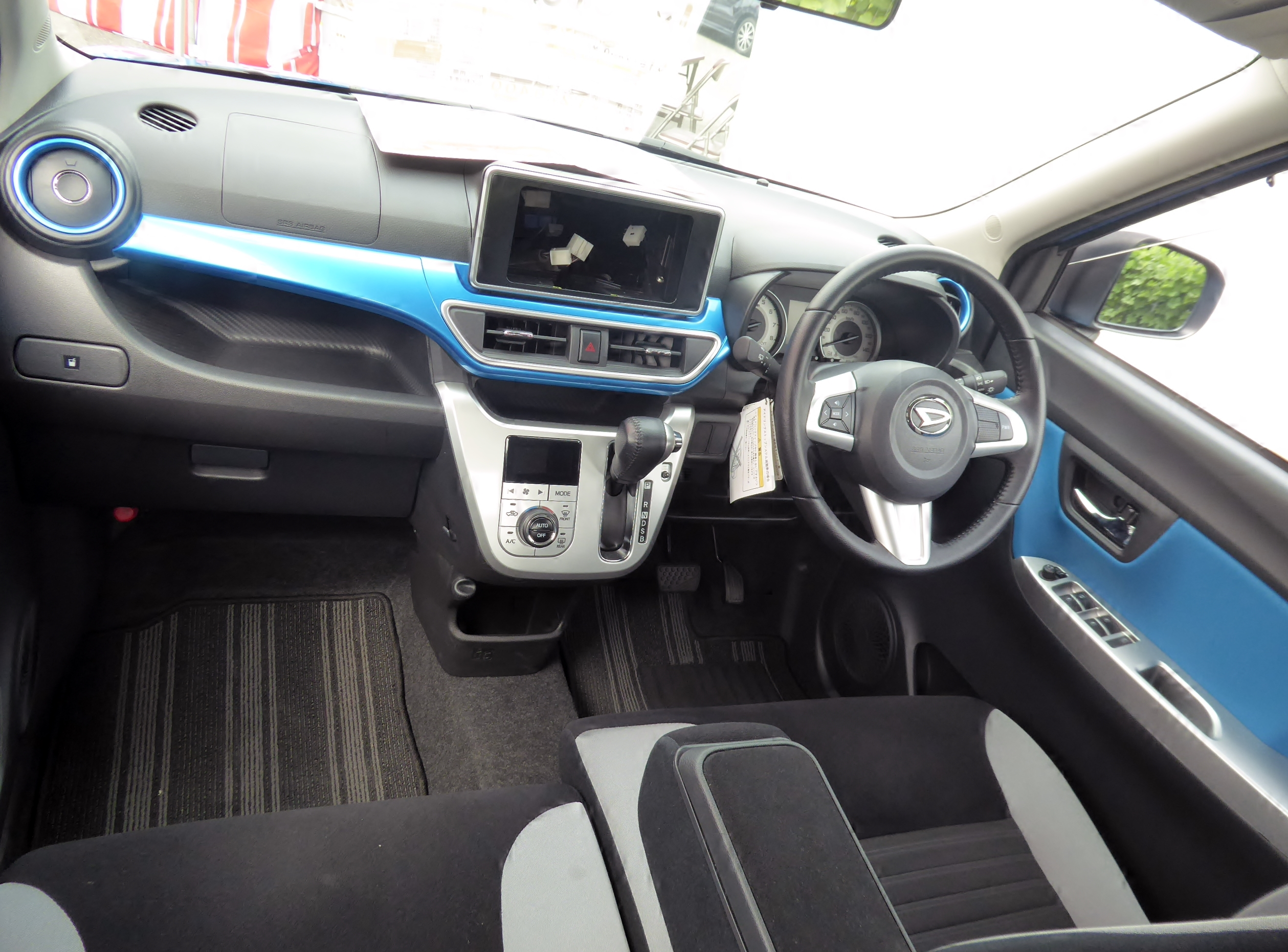
Интерьер Cast Activa
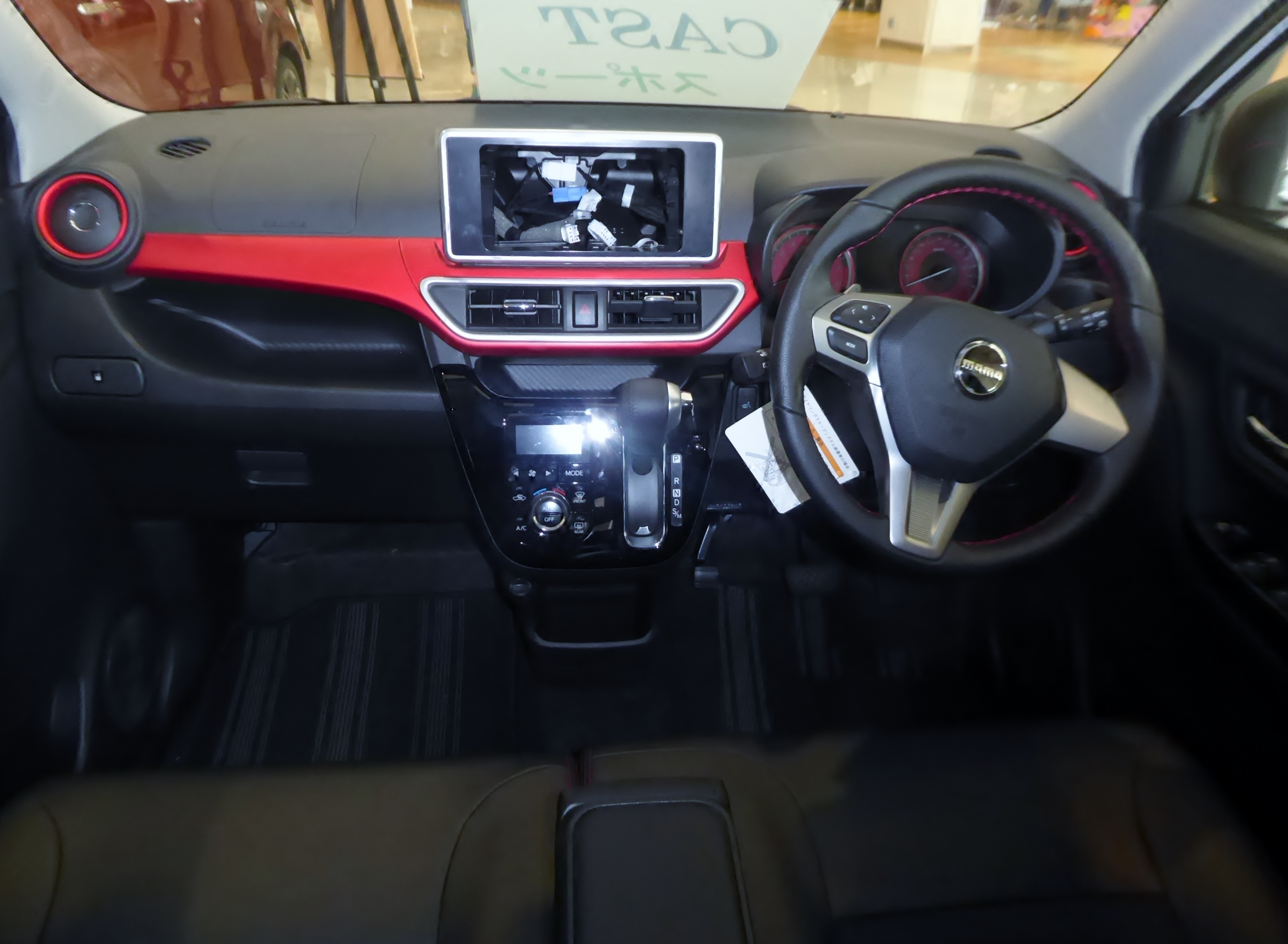
Интерьер Cast Sport

### Pixis Joy

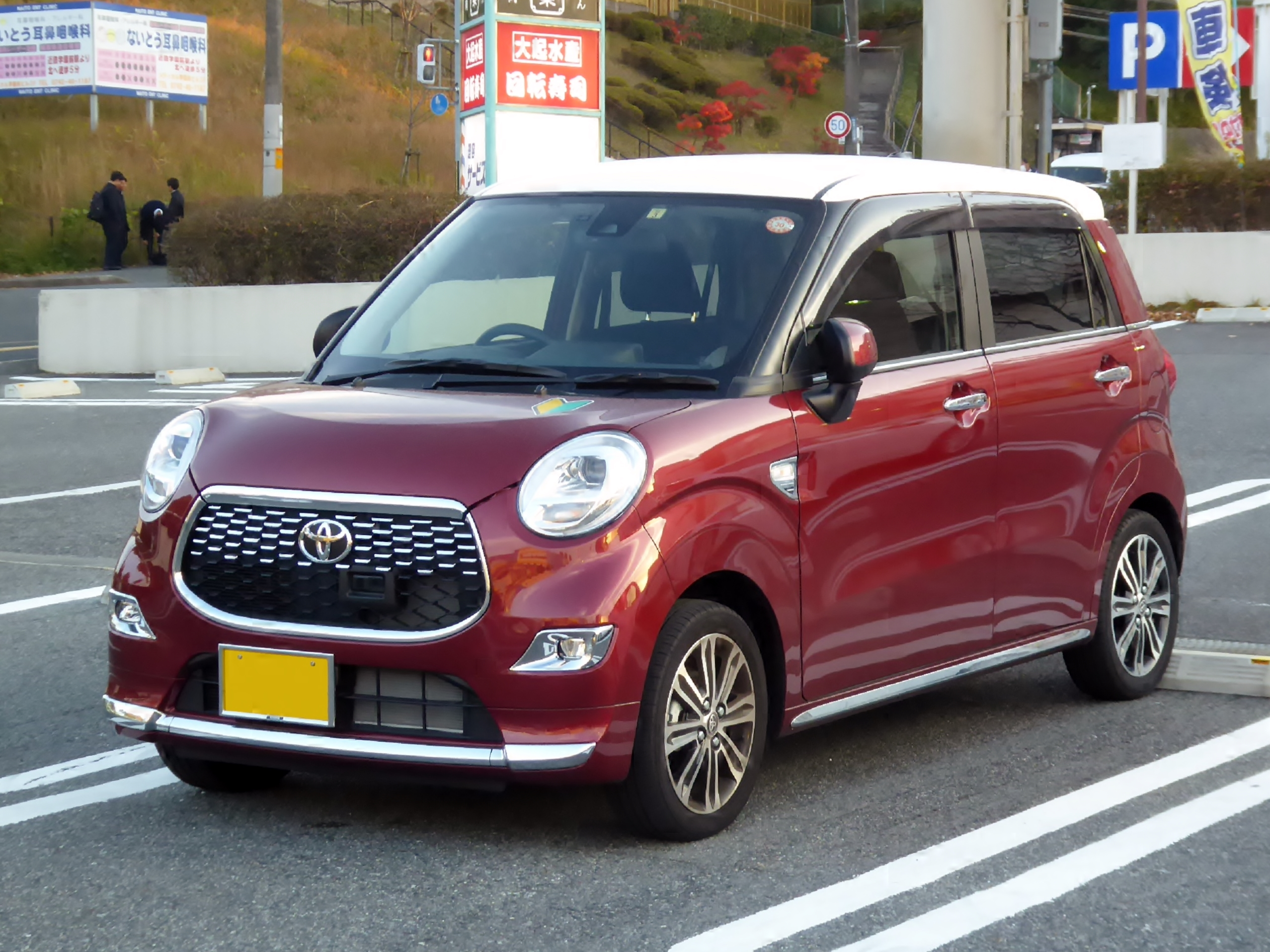
Toyota Pixis Joy F G Turbo SA II (LA250A)
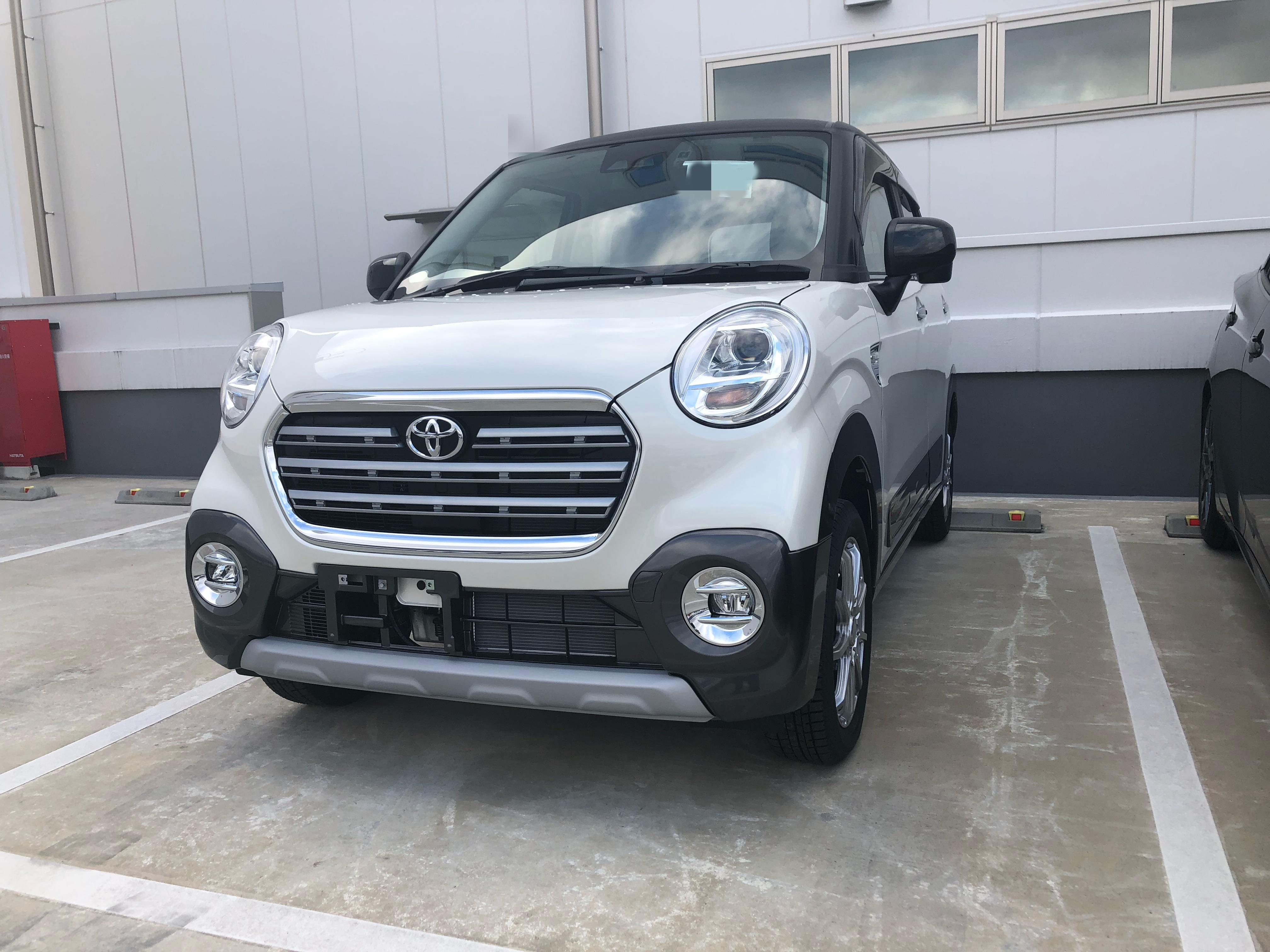
Pixis Joy C (LA250A)
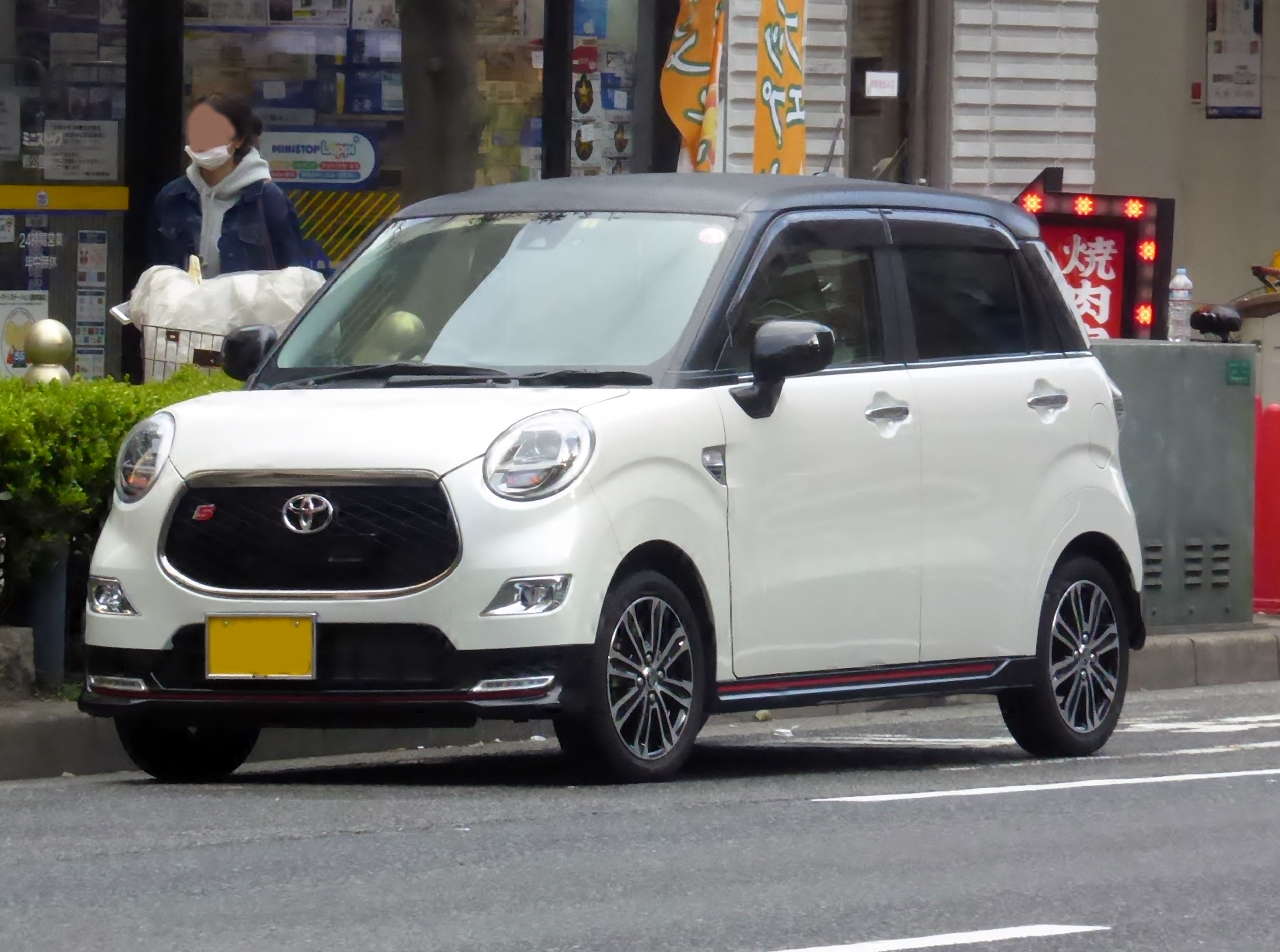
Pixis Joy S SA II (LA250A)

## Продажи
В сентябре 2015 года компания Daihatsu установила ежемесячный целевой показатель продаж Cast на уровне 5000 единиц. В 2016 году целевой показатель составил 66290 единиц, а с 2017 года количество целевых показателей значительно уменьшалось.
| Год  | Япония |
| ---- | ------ |
| 2015 | 32,324 |
| 2016 | 66,290 |
| 2017 | 45,540 |
| 2018 | 42,495 |
| 2019 | 40,341 |
| 2020 | 20,701 |
| 2021 | 17,113 |
| 2022 | 15,073 |
| 2023 | 8,181  |